# Lajos Kű
Lajos Kű, född den 5 juli 1948 i Székesfehérvár, Ungern, är en ungersk före detta fotbollsspelare som ingick i det ungerska lag som tog OS-silver i fotbollsturneringen vid de olympiska sommarspelen 1972 i München.